# Sida pueblensis
Sida pueblensis es una especie de planta de la familia Malvaceae. El epíteto específico del nombre científico alude a que crece en el estado de Puebla, México.

## Clasificación y descripción de la especie
Hierbas hasta de 0.5 m de alto; tallos hirsutos con pelos simples, rodeados con pelos estrellados pequeños. Hojas suborbiculares u ovadas, de 2 a 3 cm de largo y de 2 a 2.5 cm de ancho, basalmente truncadas o subcordadas, con los márgenes a veces morados, el envés con pelos estrellados, el haz con pelos simples y bifurcados y a veces con algunos pelos estrellados; peciolos de 1 a 3.5 cm de largo a veces iguales o más largos que las láminas; estípulas filiformes, ciliadas, muchas veces moradas. Flores agregadas en los ápices de las ramas; los pedicelos densamente pubescentes, hasta de 10 mm de largo; cáliz de 7 a 9 mm de largo, densamente pubescente; lóbulos de 4 mm de largo, muchas veces con márgenes y ápices morados; pétalos más largos que el cáliz, rojizos y amarillos a veces cambiando a rosa; androceo desconocido. Frutos de 5 mm de diámetro; carpidios 8, cada uno con 2 espinas erectas.

## Distribución
Esta especie se conoce solamente de la colección tipo y de otra colección de la misma localidad. Hasta ahora es endémica del Valle de Tehuacán-Cuicatlán, Puebla, en México.

## Hábitat
Crece en matorrales espinosos a 1840 m s. n. m.

## Estado de conservación
No se encuentra listada en la NOM-059-SEMARNAT-2010. La Unión Internacional para la Conservación de la Naturaleza (UICN) aparece bajo la categoría de No Evaluada (NE). No se encuentra listada en Apéndices de la CITES (Convención sobre el Comercio Internacional de Especies Amenazadas de Fauna y Flora Silvestres).